# هنرآزمایی

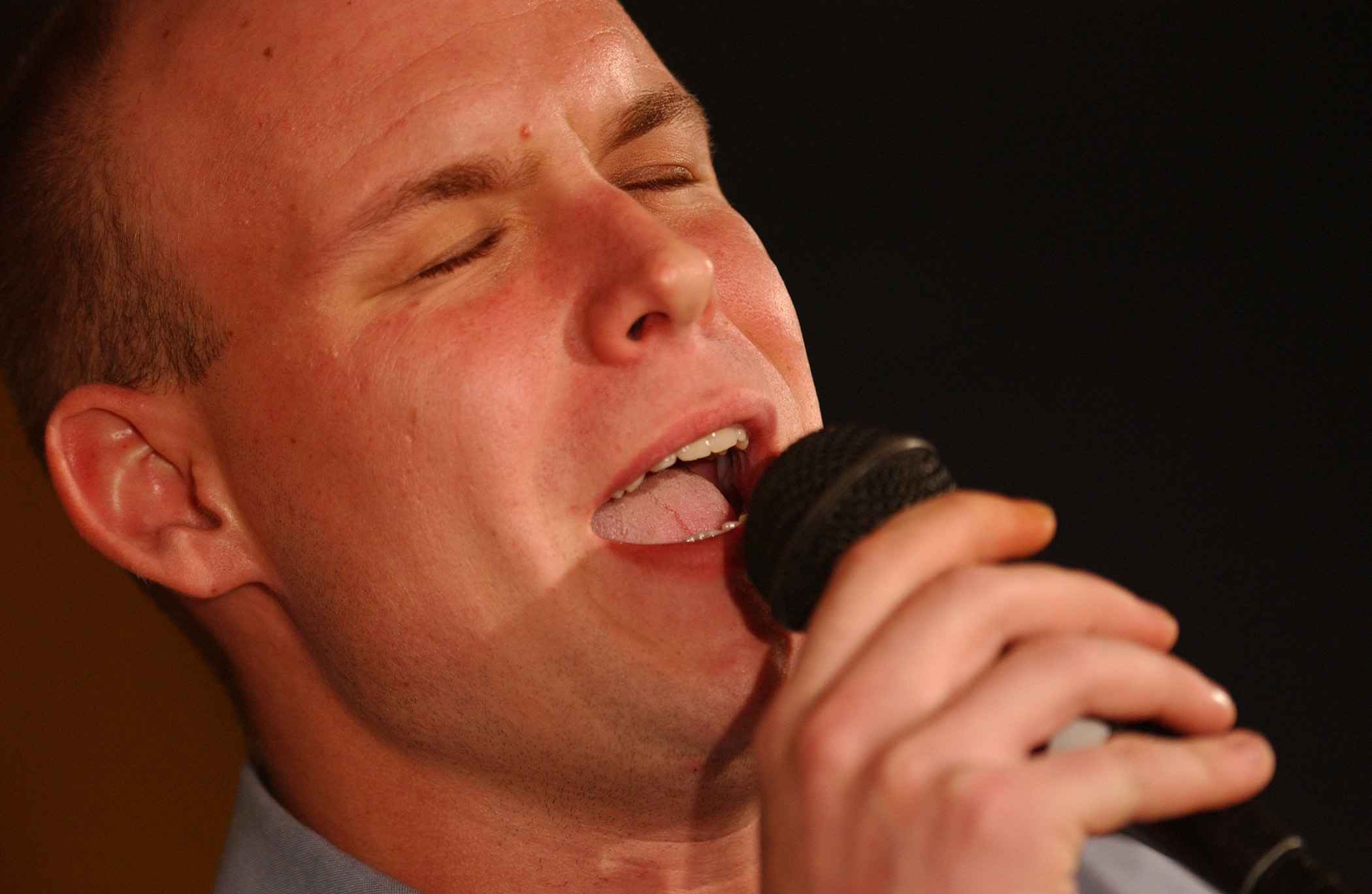
یک خواننده در حالِ هنرآزمایی در برابر داورانِ امریکن آیدل

هنر آزمایی نمونه‌ای از عملکرد یک هنرپیشه، نوازنده یا خوانندگی، رقص یا دیگر جنبه‌های هنری است.

## هنر آزمایی در خوانندگی
هنر آزمایی در خوانندگی معمولاً شامل نمایش استعداد از طریقِ خواندنِ یک قطعه ترانهٔ از پیش حفظ شده برای شنوندگان و داوران است.

## هنر آزمایی در بازیگری

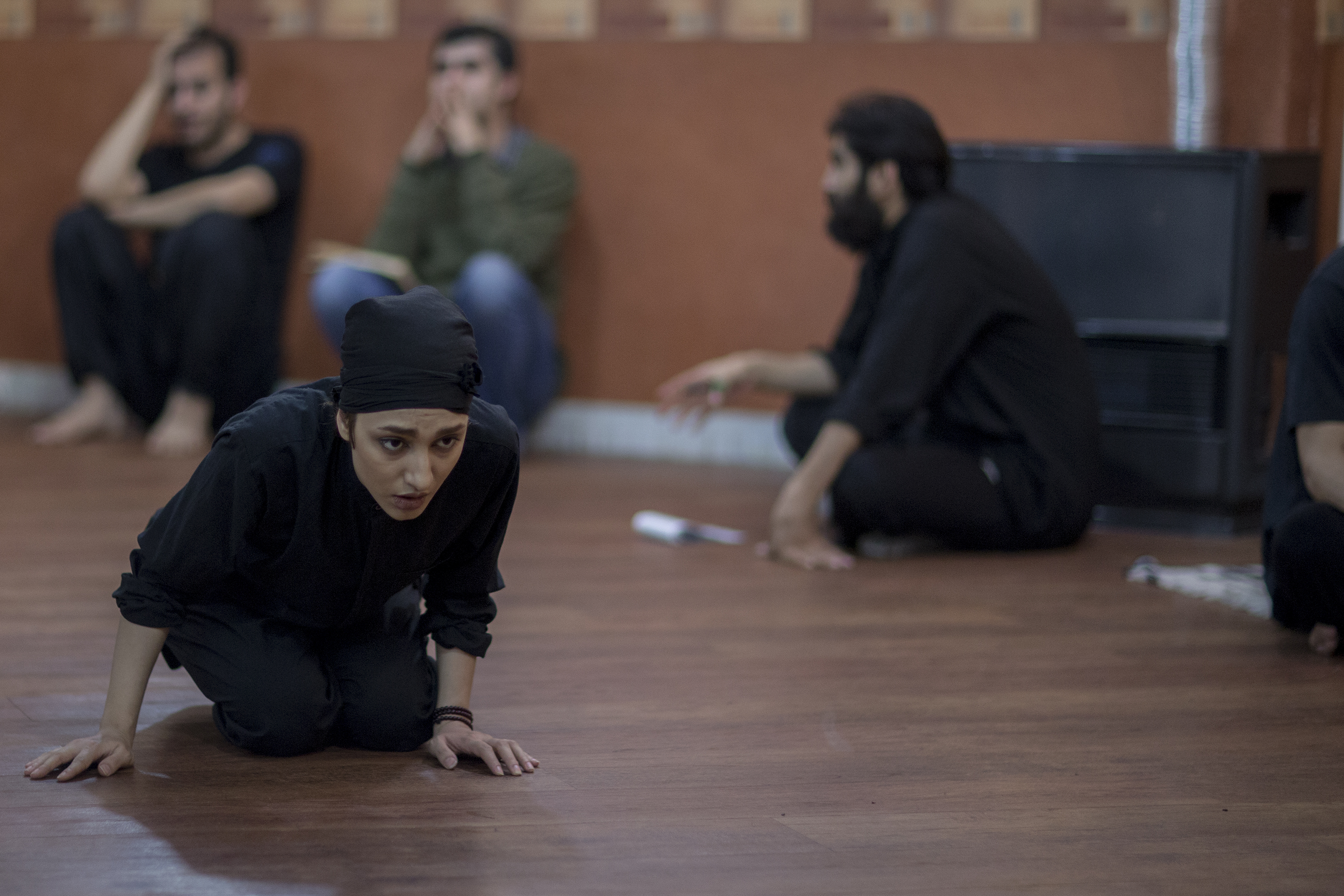
تمرینات و ارائه یک بازیگر زن تئاتر تجربی در ایران

برای بازیگران در تئاتر، فیلم و تلویزیون، داوری یک فرایندِ سیستماتیک است که در آن متخصصانِ صنعتِ بازیگری تصمیم‌گیری نهایی و حرفه‌ای خود را در موردِ هنر آزما می‌گیرند. داور ممکن است از مدیران بازیگری، تولید، مدیران یا نمایندگان یک آژانس بازیگری تشکیل شده باشد.

## برای مطالعهٔ بیشتر
- Kohlhaas, Karen. The Monologue Audition: A Practical Guide for Actors. Limelight Series. Limelight Editions
- David, Martin A. The dancer's audition book. ۱۹۸۲.
- Kayes, Gillyanne and Jeremy Fisher. Successful Singing Auditions. Routledge, 2002. ISBN 0-87830-163-1, ISBN 978-0-87830-163-8
- Crane, Adam Audition Mastery Guide"